# FK Chirchiq
El FK Chirchiq (en uzbeko: Chirchiq» futbol klubi, en ruso: Футбольный клуб «Чирчик», Futbolnyj Kłub "Czirczik") fue un equipo de fútbol de Uzbekistán que alguna vez jugó en la Liga de fútbol de Uzbekistán, la primera división de fútbol en el país.

## Historia
Fue fundado en el año 1988 en la ciudad de Chirchiq con el nombre Selmashevets y representaba a una compañía dedicada a la construcción de maquinaria agrícola, y militó en las divisiones regionales de la Unión Soviética hasta 1991.
En 1990 cambió su nombre por el más reciente y dos años más tarde se convirtió en uno de los equipos fundadores de la Liga de fútbol de Uzbekistán.
El club jugó las cuatro primeras temporadas de la liga hasta que en 1995 descendió tras quedar en último lugar entre 16 equipos, donde posteriormente se declaró en quiebra y desapareció.

## Jugadores

### Jugadores destacados
- Pavel Bugalo
- Oleg Belyakov